# Samfundsvidenskab
 Ikke at forveksle med Samfundsfag. Denne artikel omhandler overvejende eller alene danske forhold. Hjælp gerne med at gøre artiklen mere almen.
Samfundsvidenskab er en fællesbetegnelse for de videnskaber, der beskæftiger sig med menneskelige samfund. Der er ikke entydige grænser til andre videnskabsområder, f.eks.humaniora. Det særlige kendetegn ved samfundsvidenskabelig metode er, at den på den ene side anvender fortolkende metode som forudsætter forståelse og indlevelse i menneskers livssituationer. På den anden side anvendes også naturvidenskabelige metoder til at blotlægge årsagssammenhænge, der kan afprøves af andre forskere på andre tidspunkter, men med samme resultat.
Samfundsvidenskab er en central del af de danske universiteter, hvoraf fem har dedikerede fakulteter til området. Der udbydes samfundsvidenskabelige uddannelser på alle videregående niveauer, ligesom det er udgangspunktet for samfundsfag i grundskolen og på ungdomsuddannelserne.

## Utraditionelle tilgange til samfundsvidenskab
- Memetik
- Sociobiologi
- Sociofysik